# Aéroport de Mineralnye Vody

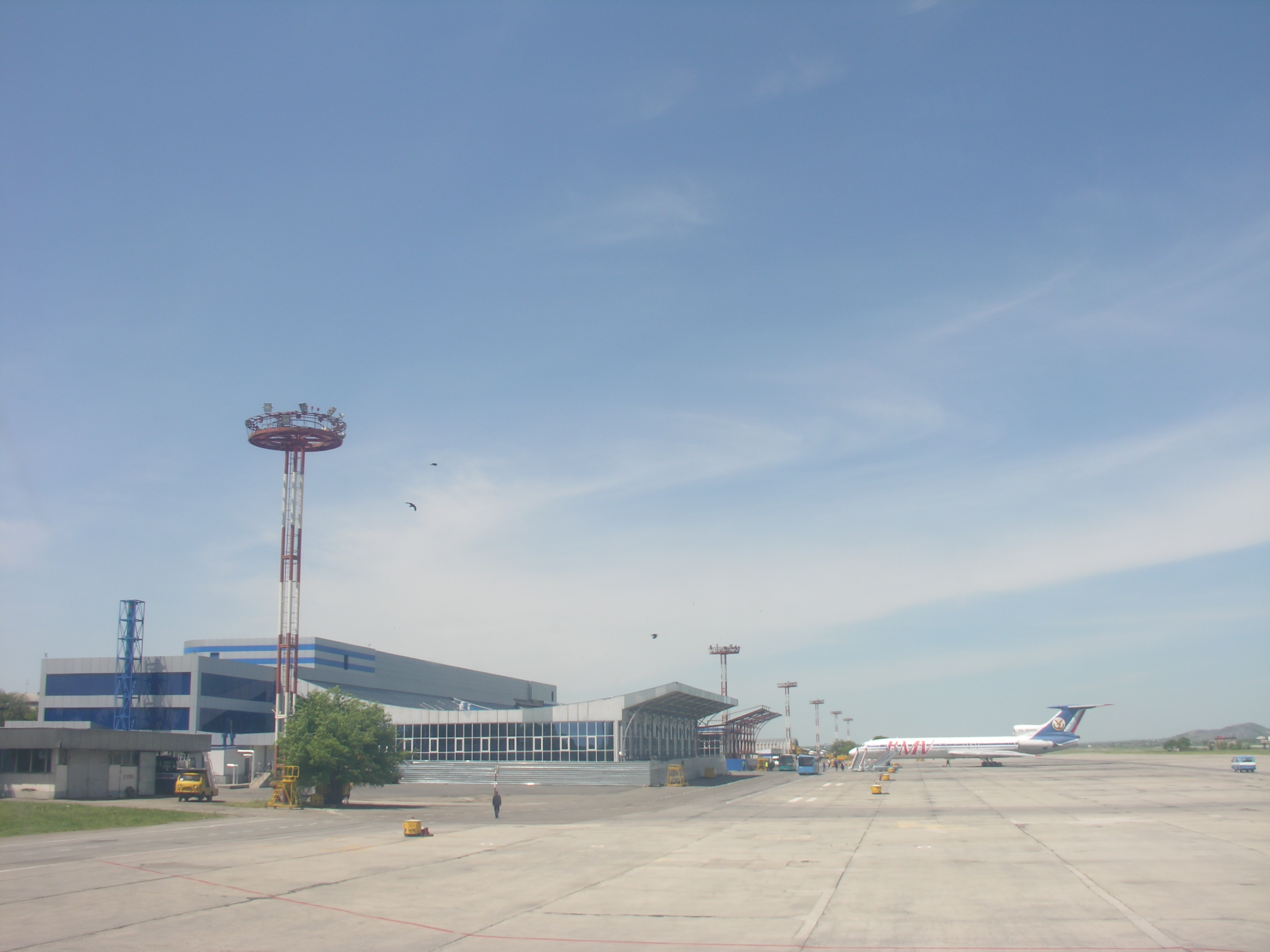
Terminal de l'aéroport de Mineralnye Vody

L'aéroport de Mineralnye Vody (russe : Аэропорт Минеральные Воды) (code IATA : MRV • code OACI : URMM) (aussi orthographié aéroport de Mineralnyye Vody) est un aéroport desservant le Kraï de Stavropol en Russie, situé à kilomètres à l'ouest de la ville de Mineralnye Vody. Il dispose d'un terminal, d'un tarmac de 41 places, et d'un hangar de maintenance pour Tupolev Tu-154.

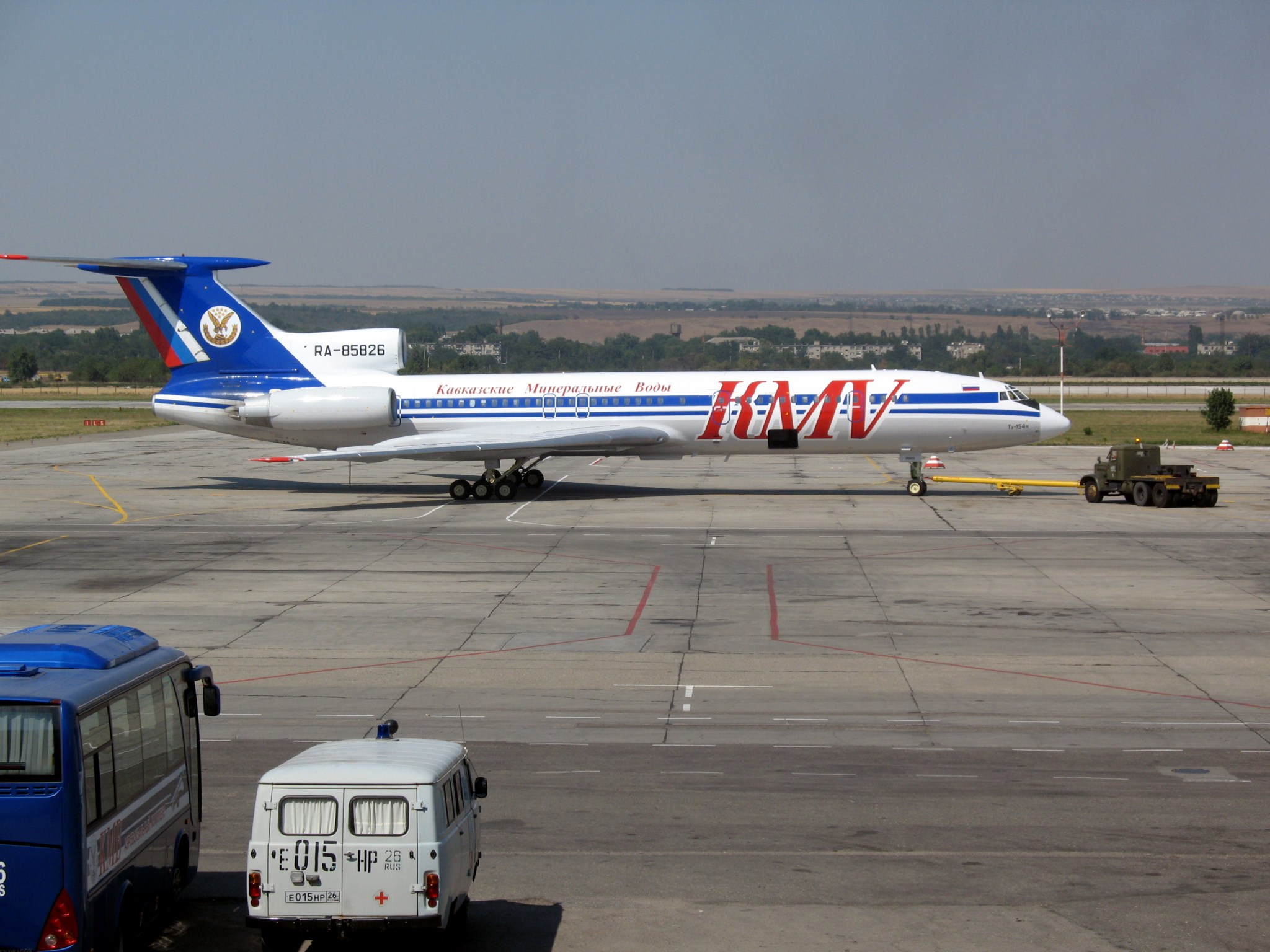
Tupolev Tu-154 de Kavminvodyavia sur l'aéroport.

## Situation

### Carte des aéroports russes
| \| 50 km1:1 791 000 \| Koursk Abakan Anapa Pskov Arkhangelsk Astrakhan Barnaoul Belgorod Blagoveshchensk Bratsk Grozny Guelendjik Iakoutsk Iékaterinbourg Ijevsk Ioujno-Sakhalinsk Irkoutsk Kaliningrad Kazan Kemerovo Khabarovsk Khanty-Mansiïsk Krasnodar Krasnoïarsk Magadan Magnitogorsk Makhachkala Mineralnye Vody Mirny Moscou · SVO Moscou · DME Moscou-VKO Mourmansk Narian-Mar Nijnekamsk Nijnevartovsk Nijni Novgorod Noïabrsk Alykel Novokouznetsk Novossibirsk Novy Ourengoï Omsk Orenbourg Oufa Oulan-Oude Oulianovsk Perm Petropavlovsk-Kamtchatski Rostov · sur-le-Don Sabetta Saint-Pétersbourg Salekhard Samara Saratov Simferopol Sotchi Sourgout Stavropol Kyzyl Syktyvkar Tcheliabinsk Tchita Tioumen Tomsk Vladivostok Volgograd Voronej |
| 50 km1:1 791 000 |

## Statistiques
Le graphique qui aurait dû être présenté ici ne peut pas être affiché car il utilise l'ancienne extension Graph, désactivée pour des questions de sécurité. Des indications pour créer un nouveau graphique avec la nouvelle extension Chart sont disponibles ici.

Voir la requête brute et les sources sur Wikidata.

## Compagnies aériennes et destinations
| Compagnies                          | Destinations |
| ----------------------------------- | --- |
| Aeroflot                            | Moscou Chérémétiévo |
| Aeroflot opéré par Rossiya Airlines | Moscou-Vnoukovo, Simféropol, Saint-Pétersbourg-Poulkovo, Tachkent |
| Armenia Aircompany                  | Erevan-Zvarnots |
| Azerbaijan Airlines                 | En saison : Gandja |
| Buta Airways                        | Bakou-H. Aliyev |
| flydubai                            | Dubaï |
| Komiaviatrans                       | Kaluga (Grabtsevo) (en) En saison : Syktyvkar (en) |
| NordStar                            | Moscou-Domodédovo, Norilsk-Alykel, Iékaterinbourg-Koltsovo |
| Nordwind Airlines                   | En saison charter : Bangkok-Suvarnabhumi, Phuket, Charjah |
| Pegasus Airlines                    | Istanbul-S. Gökçen |
| Pobeda                              | Moscou Chérémétiévo |
| Red Wings Airlines                  | Moscou-Domodédovo |
| RusLine                             | En saison : Sotchi-Adler |
| S7 Airlines                         | Moscou-Domodédovo, Novossibirsk-Tolmatchevo |
| Saratov Airlines                    | Nijni Novgorod-Strigino, Saratov, Tbilissi-C. Roustavéli, Erevan-Zvarnots |
| SCAT Airlines                       | Aktaou, Noursoultan En saison : Atyraw |
| Ural Airlines                       | Tcheliabinsk-Balandino, Douchanbé, Makhatchkala, Moscou-Domodédovo, Sotchi-Adler, Saint-Pétersbourg-Poulkovo, Tel Aviv - Ben Gourion, Iékaterinbourg-Koltsovo En saison charter : Rimini |
| Utair                               | Moscou-Vnoukovo, Saint-Pétersbourg-Poulkovo, Sourgout, Tioumen-Roshchino |
| Uzbekistan Airways                  | Tachkent |
| Yamal Airlines                      | Rostov-sur-le-Don/Platov, Tioumen-Roshchino |

Édité le 06/02/2018